# Bromölla
Bromölla (på dansk: Bromølle ) er en by i det østlige Skåne i det sydlige Sverige.
Bromölla er beliggende i Bromölla kommun i Skåne län. Den har et areal på 6 km2
og et befolkningstal på 7.905 (2023) indbyggere. Byen ligger ved Ivösjön nær grænsen til Blekinge, i det tidligere Villand herred. I Bromölla findes et velbevaret brugsmiljø fra 1800-tallet. Midt i byen ligger otte velbevarede brugshuse, som i dag rummer både et landhandelsmuseum og arbejderboliger.
I Bromølle er der fundet aftryk og rester af Scanisaurus ("Skåne-øgle) fra Kridttiden, og rejst et monument som forestiller kæmpeøglen. 
Ifö Sanitär (Iføværkerne), der producerer badeværelsesinventar, er hjemmehørende i byen. Forretningen er grundlagt af den danske dyrlæge William Abelgaard Nielsen  på Ivøen uden for Bromølle, som er Anders Sunesens, der så Dannebrog falde ned fra himlen, dødssted med en del danske folkesagn knyttet til stedet.
Ifø Bromølle var i 1960erne et tophold i den næsthøjeste liga (nuværende Superettan) i fodbold.

## Galleri
- Bromöllas gamle stationsbygning
- Ifö's hovedsæde i Bromölla
- Scanisaurus-monumentet i Bromølle.